# Port de l'Épervière
Pour les articles homonymes, voir Épervière (homonymie).
Le port de l'Épervière est un port de plaisance situé sur la commune de Valence dans la Drôme, à une journée de bateau de la mer Méditerranée. Situé sur le Rhône, le port de l'Épervière détient depuis 2005 le label Pavillon bleu d'Europe en plus des services tels que capitainerie, sanitaires, laverie, ravitaillement carburant, grutage certifiés ISO 9001-2022. Il est le plus grand port de plaisance fluvial de France. Situé dans un site de 17 hectares agrémenté d'un parc de loisirs, le port a une capacité de 478 places sur un bassin de 45 000 m².

## Historique
Le port de plaisance de l’Épervière a été créé à l’initiative de la chambre de commerce et d'industrie de la Drôme qui en fut le maître d’ouvrage, avec la participation de l’État, de la Ville de Valence, du conseil général de la Drôme, de la chambre consulaire régionale, du Service de la navigation et de la Compagnie nationale du Rhône. Le port de plaisance de l’Épervière est le premier port du Rhône. Lieu de vie, lieu d’animation, lieu de plaisance, il est devenu au fil des aménagements, un site touristique incontournable en Auvergne-Rhône-Alpes. Le port, intégré à un espace environnemental attrayant pour les promeneurs et sportifs, accueille huit clubs nautiques qui participent à l’animation du site.
Il propose 420 postes d’amarrage, 60 places en zone technique qui sont mises à disposition des plaisanciers de passage ou sédentaires.
Le port de plaisance a obtenu le label Pavillon Bleu d’Europe au printemps 2005, pour son attitude exemplaire en faveur de l'environnement et du tourisme durable.

### De 1973 à 1988
Création et premiers développements
- Les travaux ont été échelonnés sur 3 ans, de fin 1973 à fin 1976.
- Le port est opérationnel en 1978.
- En 1986, une seconde phase de travaux a permis la réalisation de voiries, parkings, espaces verts et d’un embarcadère destiné à l’accueil de gros bateaux à passagers.
- Les investissements réalisés pour cette opération se sont élevés à plus de 10 MF.

### De 1989 à 2000
Des investissements techniques et une politique axée sur la qualité de l’environnement
À partir de 1990, une volonté affirmée s’est fait jour pour :
- donner au port de plaisance, une image de technicité et de qualité des équipements ;
- l’intégrer dans un espace environnemental attrayant.

Pour cela, des investissements importants ont été mis en œuvre, de 1993 à 2000, soit un coût de six millions de francs.

### Le port aujourd’hui
- Démarche environnementale ISO 14001
- Certification ISO 9001 version 2000 depuis 2003
- 100 000 m2 de surface + un vaste espace de loisirs équipé : 5 km de sentiers de promenade, parcours santé
- 36 000 m2 de plan d’eau
- une digue de 420 m
- une rampe de mise à l’eau de 17 m de large
- une darse permettant l’utilisation de l’élévateur à bateaux 18 mètres /30 tonnes
- 420 postes à quai
- 60 places sur aire de carénage
- tous les pontons équipés de bornes électricité, eau, téléphone
- 120 m² de locaux sanitaires haut de gamme
- 1 shipchandler : Valence Mécanautic  (Navig Rhodanien a fermé en 2011)
- 1 restaurant : Le Nautic
- 8 clubs nautiques installés sur le site

## Port de l’Épervière labellisé en 2005, 2006, 2007 et 2008
Afin d'obtenir le label « Pavillon bleu d'Europe », la Chambre de commerce et d'industrie de la Drôme s'est engagée à renforcer l'attractivité du site en faisant cohabiter les aménagements touristiques avec le respect et la protection du milieu naturel.
Un effort particulier est fourni pour sauvegarder, entretenir et améliorer l'environnement du site, véritable poumon vert de la ville de Valence, en relation directe avec le fleuve Rhône. L’environnement paysager (sentier botanique, parcours de santé, sentier pédestre, digue aménagée) complète les actions engagées. À cela, s'ajoute une dynamique de sensibilisation et d'éducation à l'environnement naturel.
Depuis 2002, un partenariat s'est instauré avec la Fédération Rhône-Alpes de protection de la nature (FRAPNA) afin de partager le savoir-faire environnemental. Concrètement, diverses balades nature sont organisées tout au long de l'année pour les scolaires et le grand public. De grands évènements nature font également escale au port.
Plus de 1 000 personnes pour étudier le passage des oiseaux migrateurs sur le Rhône.
Environ, 5 000 personnes ont participé aux fêtes, animations, expositions, activités sportives, randonnées nature.
En cours de réalisation, la création d'un point d'information sur la faune et la flore locales, ainsi qu'un affût ornithologique.
Cette démarche globale doit conduire le port de l'Epervière vers la certification ISO 14001.

## Les réalisations

### L'agrandissement portuaire
Les travaux d’extension du Port comportent :
- un dragage de 23 000 m³ de sédiments dans le chenal en compensation des effets hydrauliques (sur environ 7 000 m²) ;
- le déplacement de la digue de protection (340 m de long et 15 m de large) ;
- la création d’un merlon aval en utilisant les matériaux issus du dragage ;
- le déplacement du ponton à carburant sur le merlon aval ;
- l’aménagement de la nouvelle digue de protection en promenade urbaine ;
- le prolongement de 4 pontons existants et la mise en place de 3 nouveaux pontons ;
- la création d’un dispositif rendant possible l’accueil des bateaux à passagers.

Janvier à mai 2003
- Construction de la digue de protection ;
- Dragage de compensation dans le lit du Rhône ;
- Démolition ancienne digue ;
- Création du merlon aval.

Juin 2003
Prolongement de 3 pontons existants C + D + E = + 24 places.
Mai - novembre 2003
Aménagement de la nouvelle digue en promenade urbaine.
Janvier à avril 2004
Création 3 pontons ( + 104 places)
La nouvelle station carburant est opérationnelle
- Pour plus de services, elle est accessible aux plaisanciers pendant les horaires d’ouverture de la Capitainerie, en libre-service et accepte les règlements par Carte Bancaire.
- Aménagement accueil bateaux croisiéristes.